# Microrregión de Curvelo
La microrregión de Curvelo es una de las  microrregiones del estado brasileño de Minas Gerais perteneciente a la Mesorregión Central Mineira. Su población fue estimada en 2006 por el IBGE en 149.274 habitantes y está dividida en once municipios. Posee un área total de 13.749,120 km².

## Municipios
- Augusto de Lima
- Buenópolis
- Corinto
- Curvelo
- Felixlândia
- Inimutaba
- Joaquim Felício
- Monjolos
- Morro da Garça
- Presidente Juscelino
- Santo Hipólito

- Datos: Q2201747